# Mellid (parroquia)
Mellid (llamada oficialmente San Pedro de Melide) es una parroquia del municipio de Mellid, en la provincia de La Coruña, Galicia, España.

## Entidades de población
Entidades de población que forman parte de la parroquia:
- Melide

## Demografía
| Gráfica de evolución demográfica de Mellid entre 2000 y 2018 |
|                                                              |
| Población de derecho según el padrón municipal del INE       |